# Johan Jonason
Johan Jan Jonason, tidigare Johan Fredrik Jonason, ursprungligen Jonasson, född 11 oktober 1970 i Farsta i Stockholm, är en svensk filmregissör och manusförfattare.
Jonason är utbildad vid Kungliga konsthögskolan i Stockholm och Chelsea Collage of Art i London. Han debuterade 2003 med den Guldbaggenominerade kortfilmen Terrible Boy och ytterligare kortfilmer följde innan han långfilmsdebuterade 2009 med Behandlingen, vilken rosades av kritikerna. Kortfilmen Dance Music Now (2012) belönades med en Guldbagge för bästa kortfilm 2013.
Jonason gjorde även en mindre roll som arg far i Ruben Östlunds Play (2011) och har medverkat i några av sina egna kortfilmer.

## Filmografi i urval
Regi
- 2003 – Terrible Boy
- 2004 – Mellan knorr och tryne
- 2006 – Nyheter i skärgården
- 2009 – Behandlingen
- 2011 – Kusin Al Fakir
- 2012 – Dance Music Now
- 2014 – Conquering China
- 2022 – Under bron
- 2022 – Den japanska illusionen

Manus
- 2003 – Terrible Boy
- 2006 – Nyheter i skärgården
- 2009 – Behandlingen
- 2012 – Dance Music Now
- 2014 – Conquering China
- 2022 – Under bron
- 2022 – Den japanska illusionen

Roller
- 2011 – Play
- 2012 – Dance Music Now
- 2013 – Hotell
- 2020 – Dejta (TV-serie)
- 2021 – Snabba cash (TV-serie)
- 2022 – Under bron
- 2022 – Den japanska illusionen